# Ondame
Ondame – wieś w Gwinei Bissau, w regionie Biombo, nad rzeką Mansoa.